# Cyphia couroublei
Cyphia couroublei är en klockväxtart som beskrevs av Paul Rodolphe Joseph Bamps och François Malaisse. Cyphia couroublei ingår i släktet Cyphia, och familjen klockväxter.
Artens utbredningsområde är Kongo-Kinshasa. Inga underarter finns listade i Catalogue of Life.